# Руса II

Урарту під час правління Руси II

Руса II (Руса, син Аргішті) — цар держави Урарту, період правління близько 685— 639 до н. е.
Руса II, син Аргішті II, правив державою Урарту в період її занепаду. Великі поразки минулих років від Ассирії, втрата Мусасіру і західних областей сильно послабили Урарту. Батько Руси II, Аргішті II, після трагічних невдач свого батька, Руси I, змушений був поступитися Ассирії частиною урартських територій і, можливо, платити подать. Крім цього зберігалася небезпека нападів скіфів і кімерійців із північного сходу Урарту, в Закавказзі.
Однак, через чотири роки після сходження Руси II на престол, в 681 році до н. е.., положення Урарту покращилося. Новий виток громадянської війни в Ассирії різко послабив цю країну. Мідія, яка в цей період входила до складу Ассирії, різко активізувала боротьбу за незалежність. В 680 році до н. е. правитель Ассирії, Сеннахеріб, був убитий, а його вбивці втекли в область Шупріа в Урарту. Запис про цю подію зберігся у Мойсея Хоренського, в ассирійських архівах і в Біблії (у Четвертоій книзі Царств і Книзі пророка Ісаї):

… Повернувся Санхерів, цар ассирійський, і жив у Ніневії. І коли він молився в домі Нісроха, свого бога, Адраммелех та Шар'ецер, сини його, убили його мечем, а самі втекли до краю Арарат. І зацарював Есар-Хаддон, син його, замість нього.

Ці події відвернули увагу Ассирії від все слабкішої і слабкішої Урарту і залишили Русі II простір для спроб повернути Урарту колишню славу. Руса II направив свої зусилля на відродження релігійної сили головного урартського бога Халді, побудувавши нове культове місто цього божества в центрі Урарту на північному узбережжі озера Ван. (Колишній релігійний центр бога Халді Мусасір, був зруйнований ассирійським царем Саргоном II в 714 році до н. е.). Крім цього Руса II здійснив кілька військових походів на захід, захопивши велику кількість полонених, яких використав всередині країни для спорудження безлічі фортець і монументальних споруд.
|  | Переклад напису:... місто бога Халді країни Зіукуні Руса, син Аргішті, побудував; Руса, син Аргішті, говорить: Я викрав жінок із ворожої країни ... народ країн Мушкіні, Хатті, Халіту ... цієї фортеці, а також міст, які оточують цю фортецю ... до цієї фортеці я приєднав. ... Руса, син Аргішті, каже: Бог Халді дарував мені ... Для бога Халді я ці могутні діяння зробив. Величчю бога Халді Руса, син Аргішті, цар могутній, цар великий, цар країни Біанілі, цар країн, правитель Тушпи-міста . |

Руса II побудував великі міста Бастам, Аяніс, Тейшебаіні та інші. Багато будов носили храмовий та урочистий характер, однак Тейшебаіні був явно побудований для додаткового захисту від набігів кімерійців.
| |
| Фрагмент перекладу напису:Богу Халді, владиці своєму, цей храм Руса, син Аргішті, побудував, а також ворота бога Халді величні міста Тейшебаіні ... він поставив, присвятив богу Халді . |